# Ленчовский, Кароль
Ка́роль Ленчо́вский (пол. Karol Lenczowski; 8 августа 1891, Будапешт — 22 июля 1936, Пшемысль, Польша) — дипломированный подполковник пехоты Войска Польского. Получил известность в битве под Костюхновкой (июль 1916), когда со своим отрядом из 30 человек вышел из окружения русской армии, за что был удостоен серебряного креста ордена Военной доблести.

## Ранние годы
Кароль родился 8 августа 1891 года в Будапеште. Он был сыном Юзефа Ленчовского и Марии, урождённой Хайдук. Окончил начальную школу в Лянцкороне, затем учился в гимназии святой Анны в Кракове, где в 1911 году сдал выпускной экзамен в средней школе. После он поступил в Экспортную академию в Вене, где отучился два года, в течение которых одновременно проходил курс в Брюсселе и коммерческую практику.

## Первая мировая война
Его образование было прервано с началом Первой мировой войны, в которую он вступил на стороне австро-венгерской армии в составе сформированных польских легионов. Сначала Ленчовский служил в рядах Восточного легиона, после ликвидации которого в сентябре 1914 года он стал солдатом сформированного 3-го пехотного полка и был приписан к 12-й роте 2-го батальона. В конце того же месяца, вместе с ротой, участвовал в боевых действиях против русской армии в районе Карпатских перевалов. 29 октября 1914 года сражался в битве при Молоткове. Затем его полк был включен в состав 2-й бригады польских легионов.
В начале 1915 года полк был расформирован, а в апреле 1915 года Ленчовский, произведенный в чин сержанта, стал командиром взвода 12-й роты 2-го батальона 3-го пехотного полка. Он был отправлен в Прикарпатье на Буковино-Бессарабский фронт, где участвовал в битве при Рараньче, а затем в боевых действиях на Волыни.
Во время битвы под Костюхновкой в июле 1916 года Ленчовский проявил выдающийся героизм и отвагу, когда 6 июля он и около 30 солдат прорвались через окружение русской армии, в которое попала их часть. За свой поступок Ленчовский получил крест Военной доблести. С сентября по ноябрь 1916 года его полк стоял в Барановичах. В июле 1917 года 2-я бригада в составе польского вспомогательного корпуса принесла присягу и перешла под командование Австро-Венгрии; до этого с апреля того же года корпус подчинялся германской военной администрации на территории Польши. Кароля Ленчовского произвели в чин подпоручика и вместе с бригадой отправили обратно в Восточные Карпаты.
В ночь с 15 на 16 февраля 1918 года в знак протеста против подписания Брестского мира часть солдат, в основном из 2-й бригады под командованием Юзефа Халлера, прорвала австро-русский фронт у Рараньчи и 6 марта присоединилась ко 2-му Польскому корпусу в России. В её рядах 11 мая 1918 года Ленчовский, в качестве командира роты 15-го стрелкового полка, участвовал в сражении под Каневом против немцев. Попал в плен и был помещён в лагерь в Пархиме. После того, как выяснилось, что он является офицером, его перевели в лагерь в Хафельберге.

## После войны
Ленчовский освободился из плена в январе 1919 года и вернулся в уже независимую Польшу. Приказом начальника военного министерства полковника Яна Врочиньского от 27 февраля 1919 года он в чине поручика был зачислен на временные педагогические курсы при Департаменте военного образования. Службу начал лектором немецкого языка в Центральной школе военной полиции и кадетском корпусе № 2 (КК-2) в Модлине. 1 июня 1921 года был произведён в капитаны. Во время советско-польской войны служил штабным офицером в 3-м отделе штаба Министерства военных дел.
В период с 1 ноября 1921 по 1 октября 1923 года Ленчовский обучался на втором курсе военного училища в Варшаве, оставаясь офицером 3-го пехотного полка легионов, дислоцированного в Ярославе. После окончания курса и получения диплома офицера Генерального штаба он был направлен в 1-й отдел Генерального штаба. 10 января 1924 года его перевели писарем во второе Управление Генерального штаба. 31 марта того же года Ленчовский был произведён в майоры. С 15 ноября 1924 по 17 ноября 1925 года он командовал вторым батальоном 7-го пехотного полка легионов в Хелме. 14 октября 1926 года его перевели из второго отдела Генерального штаба в Генеральную инспекцию вооруженных сил и назначили адъютантом армейского инспектора дивизионного генерала Яна Ромера. 29 января 1929 года вместе с майором Альфредом Краевским, майором Анджеем Либихом и капитаном Францишеком Демелем Ленчовского перевели в третье Управление Генерального штаба. Там же, вместе с вышеупомянутыми офицерами и майором Юзефом Смоленским, он был членом оперативной группы, работавшей непосредственно на маршала Польши Юзефа Пилсудского. 23 декабря 1929 года его вернули в Генеральный штаб и направили на службу в Военную инспекцию в Варшаве.

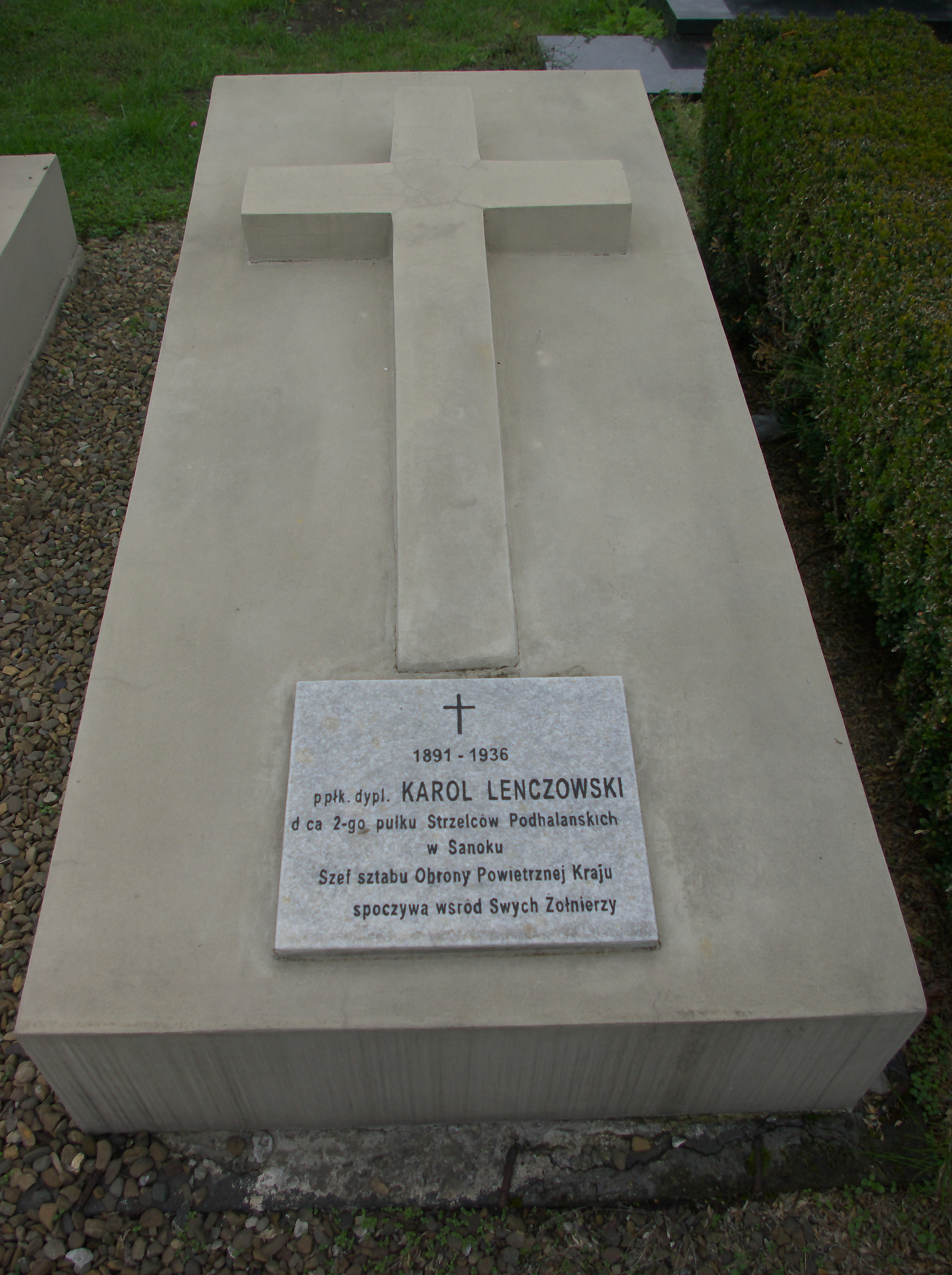
Могила Кароля Ленчовского

24 декабря 1929 года он был произведён в подполковники. Затем прикомандирован к штабу генерала Густава Орлич-Дрезера. 26 января 1934 было объявлено о его переводе в 20-й Краковский пехотный полк на должность заместителя командира полка, но приказ был отменён. Уже в то время Ленчовский страдал неизлечимой болезнью.
26 ноября 1935 он был назначен командиром 2-го Подгальского стрелкового полка в Саноке, но занимал эту должность только до 14 мая 1936. На основании приказа от 4 мая 1936 года Ленчовского должны были перевести в Генеральную инспекцию вооруженных сил и прикомандировать к армейскому инспектору Густаву Орлич-Дрезеру.
22 июля 1936 года Кароль Ленчовский умер в 10-й областной больнице Пшемысля от туберкулёза лёгких и горла. Его останки перевезли в Санок, где 24 июля 1936 года их похоронили на центральном кладбище, на месте захоронений солдат и офицеров Войска Польского, погибших в освободительной борьбе в 1918—1920 годов. На надгробии Ленчовского была помещена надпись: «Покоится среди своих воинов» (пол. Spoczywa wśród swych żołnierzy).

## Награды
- Кавалер ордена Возрождения Польши (10 ноября 1933)[17]
- Золотой крест Заслуги (10 ноября 1928)[18][19]
- Серебряный крест ордена Virtuti militari (1928, за героизм во время битвы при Костюхновке 6 июля 1916)[20]
- Медаль «10-летие обретения независимости»[21]
- Крест Независимости (12 мая 1931)[22]
- Медаль «Участнику войны. 1918—1921»
- Медаль Победы (около 1921)[23]
- Памятный знак Генерального инспектора Вооруженных Сил[пол.] (15 июля 1936)